# Lost for Many Years
Lost for Many Years è un cortometraggio muto del 1910 diretto da Fred J. Balshofer.

## Trama
L'unico impedimento che si frappone tra Lord Ravenscroft e una grande proprietà di cui lui vuole entrare in possesso, è un bambino di cinque anni, il figlio di Lady Ramsden, erede della fortuna e del titolo. Poiché Lady Ramsden rifiuta le sue profferte di matrimonio, Ravenscroft ricorre a Saunders, il giardiniere, al quale fa rapire il bambino che poi l'uomo porta fino nel West, dove lo lascia, abbandonandolo sui gradini di un ufficio postale. Il ragazzino viene accolto in famiglia dai Dobson, una famiglia onesta di lavoratori, che alleva il bambino come un figlio proprio. Il piccolo, in mezzo ai cowboy, sembra essere felice e gli anni passano. Intanto, Saunders si è pentito del malfatto e, un giorno, scrive una lettera dove si libera la coscienza e racconta a Lady Ramsden che suo figlio è ancora vivo. La lettera, quando arriva in Inghilterra, viene intercettata da Ravenscroft che, vedendo l'indirizzo del mittente, se ne impadronisce e, dopo averla letta, la distrugge. Ma, da dietro un albero, spunta subito dopo Lady Ramsden, che ha assistito non vista alla scena: raccolti tutti i pezzi di carta, pazientemente li rimette a posto, fino a riuscire a leggere il testo. Alla notizia che il figlio è vivo, è invasa da una grande gioia e decide subito di partire alla sua ricerca. Ravenscroft, messo in sospetto, la precede sul posto, pronto a tutto. Ma Saunders, redento, si sbarazza di lui e aiuta l'ex padrona a ricongiungersi al figlio che lei ritrova ormai uomo adulto.

## Produzione
Il film fu prodotto dalla Bison Motion Pictures e dalla New York Motion Picture.

## Distribuzione
Distribuito dalla New York Motion Picture, il film - un cortometraggio in una bobina - uscì nelle sale cinematografiche statunitensi il 13 maggio 1910.